# Bungaree

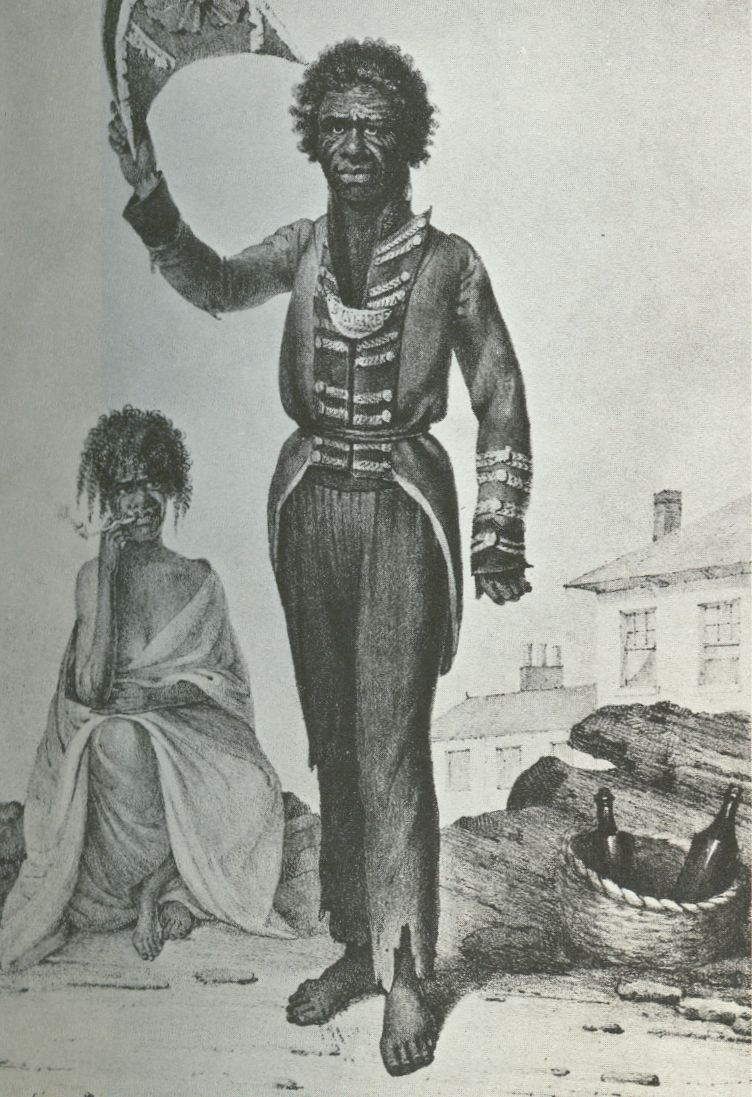
Bild von Bungaree mit einer King plate auf seiner Brust, gemalt von Augustus Earle (1826)

Bungaree (* 1775 in New South Wales, Australien; † 24. November 1830 in Garden Island, New South Wales), auch Bongaree genannt, war ein Aborigine, Entdeckungsreisender und Elder der Aborigines. 

## Persönlichkeit
Da Bungaree als Aborigine ständig eine Militäruniform und einen Militärhut trug, war er im damaligen Sydney überaus bekannt und wurde häufig porträtiert; 17 Porträts sind bekannt. Er war 173 cm groß, galt als intelligent und humorvoll; ahmte frühere und amtierende britische Gouverneure nach.
Bungaree wurde als „Chief of the Broken Bay Tribe“, „King of Port Jackson“ und „King of the Blacks“ tituliert. Er hatte mehrere Frauen, eine hieß beispielsweise Matora und Cora Gooseberry war seine Hauptfrau, die den Titel einer „Queen“ annahm.

## Entdeckungsreisen
1799 segelte Bungaree mit den Briten nach Norfolk Island und mit Matthew Flinders auf der HMS Investigator in den Jahren 1802–1803 um den Kontinent Australien herum und war damit der erste Aborigine, der ihn gänzlich umsegelte. 1817 nahm er an einer Entdeckungsreise mit Phillip Parker King teil. Von Flinders und King wurde er als Dolmetscher und Vermittler beim Zusammenkommen mit Stämmen der Aborigines eingesetzt und war hoch geschätzt.

## Spätes Leben
1815 übergab Gouverneur Lachlan Macquarie 15 Aborigines des Bungaree-Clans eine Farm am George's Head mit Hütten, Ausrüstung, und einem britischen Sträfling als Instruktor. Dieses Vorhaben schlug fehl und als Macquarie seinen Dienst quittierte, bat er seinen Nachfolger Thomas Brisbane um Unterstützung des Clans. Dieser gab ihnen ein Fischerboot und ein Netz.
Nach langer Krankheit starb Bungaree und wurde in Rose Bay beigesetzt; Todesanzeigen erschienen in den Zeitungen Sydney Gazette und The Australian.

## Sonstige
Der Ort Bongaree in Queensland ist nach ihm benannt, wie auch die Ortschaft Bungaree bei Ballarat und eine Schafstation.